# Církevní provincie Nouméa
Církevní provincie Nouméa je římskokatolickou církevní provincií, ležící na území Nové Kaledonie ve Francii a Vanuatské republiky. V čele provincie stojí arcibiskup–metropolita z Nouméa. Provincie vznikla v roce 21. června 1966. Současným metropolitou je arcibiskup Michel-Marie Calvet.

## Historie
Provincie vznikla spolu s povýšením apoštolského vikariátu Nouméa na metropolitní arcidiecézi 21. června 1966, se dvěma sufragánními diecézemi. 

## Členění
Území provincie se člení na tři diecéze:
- Arcidiecéze Nouméa, založena jako apoštolský vikaritát 23. července 1847, na metropolitní arcidiecézi povýšena 21. června 1966
  - Diecéze Wallis a Futuna, založena jako apoštolský vikariát 11. listopadu 1935, na diecézi povýšena 21. června 1966
  - Diecéze Port-Vila, založena jako apoštolská prefektura 9. února 1901, na apoštolský vikariát povýšena 22. března 1904, na diecézi povýšena 21. června 1966